# Pedinotus tundisii
Pedinotus tundisii är en stekelart som beskrevs av Felix och Penteado-dias 2004. Pedinotus tundisii ingår i släktet Pedinotus och familjen bracksteklar. Inga underarter finns listade i Catalogue of Life.